# Золотой глобус (премия, 2015)
72-я церемония вручения наград премии «Золотой глобус»

11 января 2015 года
Лучший фильм (драма): 

«Отрочество»
Лучший фильм (комедия или мюзикл): 

«Отель „Гранд Будапешт“»
Лучший драматический сериал: 

«Любовники»
Лучший сериал (комедия или мюзикл): 

«Очевидное»
Лучший мини-сериал или фильм на ТВ: 

«Фарго»
< 71-я Церемонии вручения 73-я >
72-я церемония вручения наград премии «Золотой глобус» за заслуги в области кинематографа и телевидения за 2014 год состоялась 11 января 2015 года в отеле Беверли-Хилтон (Беверли-Хиллз, Лос-Анджелес, Калифорния). Номинанты были объявлены 11 декабря 2014 года.
Церемония транслировалась в прямом эфире на канале NBC, её ведущими третий год подряд выступили комедийные актрисы Тина Фей и Эми Полер. Почётная награда имени Сесиля Б. Де Милля за жизненные достижения в области кинематографа была вручена актёру, продюсеру, режиссёру и сценаристу Джорджу Клуни.

## Список лауреатов и номинантов
• Победители выделены отдельным цветом. 

### Игровое кино
Количество наград/номинаций:
- 2/7: «Бёрдмэн»
- 3/5: «Отрочество»
- 0/5: «Игра в имитацию»
- 2/4: «Вселенная Стивена Хокинга»
- 1/4: «Отель „Гранд Будапешт“» / «Сельма»
- 0/4: «Исчезнувшая»
- 1/3: «Большие глаза»
- 0/3: «Охотник на лис» / «Чем дальше в лес»
- 0/2: «Энни» / «Святой Винсент»
- 1/1: «Всё ещё Элис» / «Одержимость» / «Как приручить дракона 2» / «Левиафан»

| Категории                             | Лауреаты и номинанты                                                                                         | Лауреаты и номинанты                                                                                |
| ------------------------------------- | --- | --------------------------------------------------------------------------------------------------- |
| Лучший фильм — драма                  | • Отрочество / Boyhood                                                                                       | • Отрочество / Boyhood                                                                              |
| Лучший фильм — драма                  | • Охотник на лис / Foxcatcher                                                                                | |
| Лучший фильм — драма                  | • Игра в имитацию / The Imitation Game                                                                       | |
| Лучший фильм — драма                  | • Сельма / Selma                                                                                             | |
| Лучший фильм — драма                  | • Вселенная Стивена Хокинга / The Theory of Everything                                                       | |
| Лучший фильм — комедия или мюзикл     | • Отель «Гранд Будапешт» / The Grand Budapest Hotel                                                          | • Отель «Гранд Будапешт» / The Grand Budapest Hotel                                                 |
| Лучший фильм — комедия или мюзикл     | • Бёрдмэн / Birdman                                                                                          | |
| Лучший фильм — комедия или мюзикл     | • Чем дальше в лес… / Into the Woods                                                                         | |
| Лучший фильм — комедия или мюзикл     | • Гордость / Pride                                                                                           | |
| Лучший фильм — комедия или мюзикл     | • Святой Винсент / St. Vincent                                                                               | |
| Лучшая режиссура                      | | • Ричард Линклейтер — «Отрочество»                                                                  |
| Лучшая режиссура                      | • Уэс Андерсон — «Отель „Гранд Будапешт“»                                                                    | |
| Лучшая режиссура                      | • Ава Дюверней — «Сельма»                                                                                    | |
| Лучшая режиссура                      | • Дэвид Финчер — «Исчезнувшая»                                                                               | |
| Лучшая режиссура                      | • Алехандро Гонсалес Иньярриту — «Бёрдмэн»                                                                   | |
| Лучший актёр в драматическом фильме   | | • Эдди Редмэйн — «Вселенная Стивена Хокинга» (за роль Стивена Хокинга)                              |
| Лучший актёр в драматическом фильме   | • Стив Карелл — «Охотник на лис» (за роль Джона Дюпона)                                                      | |
| Лучший актёр в драматическом фильме   | • Бенедикт Камбербэтч — «Игра в имитацию» (за роль Алана Тьюринга)                                           | |
| Лучший актёр в драматическом фильме   | • Джейк Джилленхол — «Стрингер» (за роль Луиса Блума)                                                        | |
| Лучший актёр в драматическом фильме   | • Дэвид Ойелоуо — «Сельма» (за роль Мартина Лютера Кинга)                                                    | |
| Лучшая актриса в драматическом фильме | | • Джулианна Мур — «Всё ещё Элис» (за роль Элис Хоуланд)                                             |
| Лучшая актриса в драматическом фильме | • Дженнифер Энистон — «Торт» (за роль Клэр Симмонс)                                                          | |
| Лучшая актриса в драматическом фильме | • Фелисити Джонс — «Вселенная Стивена Хокинга» (за роль Джейн Хокинг)                                        | |
| Лучшая актриса в драматическом фильме | • Розамунд Пайк — «Исчезнувшая» (за роль Эми Эллиотт-Данн)                                                   | |
| Лучшая актриса в драматическом фильме | • Риз Уизерспун — «Дикая» (за роль Шерил Стрэйд)                                                             | |
| Лучший актёр в комедии или мюзикле    | | • Майкл Китон — «Бёрдмэн» (за роль Риггана Томпсона)                                                |
| Лучший актёр в комедии или мюзикле    | • Рэйф Файнс — «Отель „Гранд Будапешт“» (за роль мсье Густава)                                               | |
| Лучший актёр в комедии или мюзикле    | • Билл Мюррей — «Святой Винсент» (за роль Винсента Маккенны)                                                 | |
| Лучший актёр в комедии или мюзикле    | • Хоакин Феникс — «Врождённый порок» (за роль Ларри «Дока» Спортелло)                                        | |
| Лучший актёр в комедии или мюзикле    | • Кристоф Вальц — «Большие глаза» (за роль Уолтера Кина)                                                     | |
| Лучшая актриса в комедии или мюзикле  | | • Эми Адамс — «Большие глаза» (за роль Маргарет Кин)                                                |
| Лучшая актриса в комедии или мюзикле  | • Эмили Блант — «Чем дальше в лес…» (за роль жены пекаря)                                                    | |
| Лучшая актриса в комедии или мюзикле  | • Хелен Миррен — «Пряности и страсти» (за роль мадам Мэллори)                                                | |
| Лучшая актриса в комедии или мюзикле  | • Джулианна Мур — «Звёздная карта» (за роль Гаваны Сегранд)                                                  | |
| Лучшая актриса в комедии или мюзикле  | • Кувенжаней Уоллис — «Энни» (за роль Энни)                                                                  | |
| Лучший актёр второго плана            | | • Дж. К. Симмонс — «Одержимость» (за роль Теренса Флетчера)                                         |
| Лучший актёр второго плана            | • Роберт Дюваль — «Судья» (за роль судьи Джозефа Палмера)                                                    | |
| Лучший актёр второго плана            | • Итан Хоук — «Отрочество» (за роль Мейсона Эванса-старшего)                                                 | |
| Лучший актёр второго плана            | • Эдвард Нортон — «Бёрдмэн» (за роль Майка Шинера)                                                           | |
| Лучший актёр второго плана            | • Марк Руффало — «Охотник на лис» (за роль Дейва Шульца)                                                     | |
| Лучшая актриса второго плана          | | • Патрисия Аркетт — «Отрочество» (за роль Оливии Эванс)                                             |
| Лучшая актриса второго плана          | • Джессика Честейн — «Самый жестокий год» (за роль Анны Моралес)                                             | |
| Лучшая актриса второго плана          | • Кира Найтли — «Игра в имитацию» (за роль Джоан Кларк)                                                      | |
| Лучшая актриса второго плана          | • Эмма Стоун — «Бёрдмэн» (за роль Сэм)                                                                       | |
| Лучшая актриса второго плана          | • Мерил Стрип — «Чем дальше в лес…» (за роль ведьмы)                                                         | |
| Лучший сценарий                       | | • Алехандро Гонсалес Иньярриту, Николас Джакобоне, Александр Динеларис мл. и Армандо Бо — «Бёрдмэн» |
| Лучший сценарий                       | • Уэс Андерсон — «Отель „Гранд Будапешт“»                                                                    | |
| Лучший сценарий                       | • Гиллиан Флинн — «Исчезнувшая»                                                                              | |
| Лучший сценарий                       | • Ричард Линклейтер — «Отрочество»                                                                           | |
| Лучший сценарий                       | • Грэм Мур — «Игра в имитацию»                                                                               | |
| Лучшая музыка к фильму                | | • Йохан Йоханнссон — «Вселенная Стивена Хокинга»                                                    |
| Лучшая музыка к фильму                | • Александр Деспла — «Игра в имитацию»                                                                       | |
| Лучшая музыка к фильму                | • Трент Резнор и Аттикус Росс — «Исчезнувшая»                                                                | |
| Лучшая музыка к фильму                | • Антонио Санчес — «Бёрдмэн»                                                                                 | |
| Лучшая музыка к фильму                | • Ханс Циммер — «Интерстеллар»                                                                               | |
| Лучшая песня                          | • Glory — «Сельма» — музыка и слова: Джон Ледженд и Common                                                   | • Glory — «Сельма» — музыка и слова: Джон Ледженд и Common                                          |
| Лучшая песня                          | • Big Eyes — «Большие глаза» — музыка и слова: Лана Дель Рей и Дэниэл Хит                                    | |
| Лучшая песня                          | • Mercy Is — «Ной» — музыка и слова: Патти Смит и Ленни Кэй                                                  | |
| Лучшая песня                          | • Opportunity — «Энни» — музыка: Грег Керстин, Сия Ферлер, слова: Сия Ферлер, Уилл Глак                      | |
| Лучшая песня                          | • Yellow Flicker Beat — «Голодные игры: Сойка-пересмешница. Часть 1» — музыка: Джоэл Литл, Лорд, слова: Лорд | |
| Лучший анимационный фильм             | • Как приручить дракона 2 / How to Train Your Dragon 2                                                       | • Как приручить дракона 2 / How to Train Your Dragon 2                                              |
| Лучший анимационный фильм             | • Город героев / Big Hero 6                                                                                  | |
| Лучший анимационный фильм             | • Книга жизни / The Book of Life                                                                             | |
| Лучший анимационный фильм             | • Семейка монстров / The Boxtrolls                                                                           | |
| Лучший анимационный фильм             | • Лего. Фильм / The Lego Movie                                                                               | |
| Лучший фильм на иностранном языке     | • Левиафан (Россия)                                                                                          | • Левиафан (Россия)                                                                                 |
| Лучший фильм на иностранном языке     | • Форс-мажор / Turist (Швеция)                                                                               | |
| Лучший фильм на иностранном языке     | • Гет / גט — המשפט של ויויאן אמסלם (Израиль)                                                                 | |
| Лучший фильм на иностранном языке     | • Ида / Ida (Польша, Дания)                                                                                  | |
| Лучший фильм на иностранном языке     | • Мандарины / Mandariinid (Эстония)                                                                          | |

### Телевизионные категории
Количество наград/номинаций:
- 2/5: «Фарго»
- 0/4: «Настоящий детектив»
- 2/3: «Любовники»
- 2/2: «Очевидное»
- 1/3: «Карточный домик» / «Обычное сердце»
- 1/2: «Девственница Джейн» / «Аббатство Даунтон»
- 1/1: «Благородная женщина»
- 0/3: «Хорошая жена» / «Что знает Оливия?» / «Оранжевый — хит сезона»
- 0/2: «Американская история ужасов: Фрик шоу» / «Девчонки» / «Пропавший без вести» / «Рэй Донован»

| Категории                                                               | Лауреаты и номинанты                                                                      | Лауреаты и номинанты                                                     |
| ----------------------------------------------------------------------- | ----------------------------------------------------------------------------------------- | ------------------------------------------------------------------------ |
| Лучший телевизионный сериал (драма)                                     | • Любовники / The Affair                                                                  | • Любовники / The Affair                                                 |
| Лучший телевизионный сериал (драма)                                     | • Аббатство Даунтон / Downton Abbey                                                       |                                                                          |
| Лучший телевизионный сериал (драма)                                     | • Игра престолов / Game of Thrones                                                        |                                                                          |
| Лучший телевизионный сериал (драма)                                     | • Хорошая жена / The Good Wife                                                            |                                                                          |
| Лучший телевизионный сериал (драма)                                     | • Карточный домик / House of Cards                                                        |                                                                          |
| Лучший телевизионный сериал (комедия или мюзикл)                        | • Очевидное / Transparent                                                                 | • Очевидное / Transparent                                                |
| Лучший телевизионный сериал (комедия или мюзикл)                        | • Девчонки / Girls                                                                        |                                                                          |
| Лучший телевизионный сериал (комедия или мюзикл)                        | • Девственница Джейн / Jane the Virgin                                                    |                                                                          |
| Лучший телевизионный сериал (комедия или мюзикл)                        | • Оранжевый — хит сезона / Orange Is the New Black                                        |                                                                          |
| Лучший телевизионный сериал (комедия или мюзикл)                        | • Кремниевая долина / Silicon Valley                                                      |                                                                          |
| Лучший мини-сериал или телефильм                                        | • Фарго / Fargo                                                                           | • Фарго / Fargo                                                          |
| Лучший мини-сериал или телефильм                                        | • Пропавший без вести / The Missing                                                       |                                                                          |
| Лучший мини-сериал или телефильм                                        | • Обычное сердце / The Normal Heart                                                       |                                                                          |
| Лучший мини-сериал или телефильм                                        | • Что знает Оливия? / Olive Kitteridge                                                    |                                                                          |
| Лучший мини-сериал или телефильм                                        | • Настоящий детектив / True Detective                                                     |                                                                          |
| Лучший актёр в драматическом телесериале                                |                                                                                           | • Кевин Спейси — «Карточный домик» (за роль Фрэнсиса «Фрэнка» Андервуда) |
| Лучший актёр в драматическом телесериале                                | • Клайв Оуэн — «Больница Никербокер» (за роль д-ра Джона «Тэка» Тэккери)                  |                                                                          |
| Лучший актёр в драматическом телесериале                                | • Лев Шрайбер — «Рэй Донован» (за роль Рэймонда «Рэя» Донована)                           |                                                                          |
| Лучший актёр в драматическом телесериале                                | • Джеймс Спейдер — «Чёрный список» (за роль Рэймонда «Рэда» Рэддингтона)                  |                                                                          |
| Лучший актёр в драматическом телесериале                                | • Доминик Уэст — «Любовники» (за роль Ноя Соллоуэя)                                       |                                                                          |
| Лучшая актриса в драматическом телесериале                              |                                                                                           | • Рут Уилсон — «Любовники» (за роль Элисон Бейли)                        |
| Лучшая актриса в драматическом телесериале                              | • Клэр Дэйнс — «Родина» (за роль Кэрри Мэтисон)                                           |                                                                          |
| Лучшая актриса в драматическом телесериале                              | • Виола Дэвис — «Как избежать наказания за убийство» (за роль профессора Аннализы Китинг) |                                                                          |
| Лучшая актриса в драматическом телесериале                              | • Джулианна Маргулис — «Хорошая жена» (за роль Алисии Флоррик)                            |                                                                          |
| Лучшая актриса в драматическом телесериале                              | • Робин Райт — «Карточный домик» (за роль Клэр Андервуд)                                  |                                                                          |
| Лучший актёр в телесериале (комедия или мюзикл)                         |                                                                                           | • Джеффри Тэмбор — «Очевидное» (за роль Морта/Мауры Пфефферман(а))       |
| Лучший актёр в телесериале (комедия или мюзикл)                         | • Луи Си Кей — «Луи» (за роль Луи)                                                        |                                                                          |
| Лучший актёр в телесериале (комедия или мюзикл)                         | • Дон Чидл — «Обитель лжи» (за роль Марти Каана)                                          |                                                                          |
| Лучший актёр в телесериале (комедия или мюзикл)                         | • Рики Джервейс — «Дерек» (англ.) (за роль Дерека Ноукса)                                 |                                                                          |
| Лучший актёр в телесериале (комедия или мюзикл)                         | • Уильям Мэйси — «Бесстыдники» (за роль Фрэнка Галлагера)                                 |                                                                          |
| Лучшая актриса в телесериале (комедия или мюзикл)                       |                                                                                           | • Джина Родригес — «Девственница Джейн» (за роль Джейн Виллануэвы)       |
| Лучшая актриса в телесериале (комедия или мюзикл)                       | • Лина Данэм — «Девчонки» (за роль Ханны Хорват)                                          |                                                                          |
| Лучшая актриса в телесериале (комедия или мюзикл)                       | • Эди Фалко — «Сестра Джеки» (за роль Джеки Пейтон)                                       |                                                                          |
| Лучшая актриса в телесериале (комедия или мюзикл)                       | • Джулия Луи-Дрейфус — «Вице-президент» (за роль Селины Майер)                            |                                                                          |
| Лучшая актриса в телесериале (комедия или мюзикл)                       | • Тейлор Шиллинг — «Оранжевый — хит сезона» (за роль Пайпер Чепман)                       |                                                                          |
| Лучший актёр в мини-сериале или телефильме                              |                                                                                           | • Билли Боб Торнтон — «Фарго» (за роль Лорна Малво)                      |
| Лучший актёр в мини-сериале или телефильме                              | • Мартин Фримен — «Фарго» (за роль Лестера Найгаарда)                                     |                                                                          |
| Лучший актёр в мини-сериале или телефильме                              | • Вуди Харрельсон — «Настоящий детектив» (за роль детектива Мартина «Марти» Харта)        |                                                                          |
| Лучший актёр в мини-сериале или телефильме                              | • Мэттью Макконахи — «Настоящий детектив» (за роль детектива Растина «Раста» Коула)       |                                                                          |
| Лучший актёр в мини-сериале или телефильме                              | • Марк Руффало — «Обычное сердце» (за роль Александра «Нэда» Уикса)                       |                                                                          |
| Лучшая актриса в мини-сериале или телефильме                            |                                                                                           | • Мэгги Джилленхол — «Благородная женщина» (англ.) (за роль Нессы Штейн) |
| Лучшая актриса в мини-сериале или телефильме                            | • Джессика Лэнг — «Американская история ужасов: Фрик-шоу» (за роль Эльзы Марс)            |                                                                          |
| Лучшая актриса в мини-сериале или телефильме                            | • Фрэнсис Макдорманд — «Что знает Оливия?» (за роль Оливии Киттеридж)                     |                                                                          |
| Лучшая актриса в мини-сериале или телефильме                            | • Фрэнсис О’Коннор — «Пропавший без вести» (за роль Эмили Хьюз)                           |                                                                          |
| Лучшая актриса в мини-сериале или телефильме                            | • Эллисон Толман — «Фарго» (за роль заместителя шерифа Молли Солверсон)                   |                                                                          |
| Лучший актёр второго плана в телесериале, мини-сериале или телефильме   |                                                                                           | • Мэтт Бомер — «Обычное сердце» (за роль Феликса Тёрнера)                |
| Лучший актёр второго плана в телесериале, мини-сериале или телефильме   | • Алан Камминг — «Хорошая жена» (за роль Илая Голда)                                      |                                                                          |
| Лучший актёр второго плана в телесериале, мини-сериале или телефильме   | • Колин Хэнкс — «Фарго» (за роль офицера Гаса Гримли)                                     |                                                                          |
| Лучший актёр второго плана в телесериале, мини-сериале или телефильме   | • Билл Мюррей — «Что знает Оливия?» (за роль Джека Кеннисона)                             |                                                                          |
| Лучший актёр второго плана в телесериале, мини-сериале или телефильме   | • Джон Войт — «Рэй Донован» (за роль Микки Донована)                                      |                                                                          |
| Лучшая актриса второго плана в телесериале, мини-сериале или телефильме |                                                                                           | • Джоан Фроггатт — «Аббатство Даунтон» (за роль Анны Бэйтс (Смит))       |
| Лучшая актриса второго плана в телесериале, мини-сериале или телефильме | • Узо Адуба — «Оранжевый — хит сезона» (за роль Сьюзанн «Безумные глазки» Уоррен)         |                                                                          |
| Лучшая актриса второго плана в телесериале, мини-сериале или телефильме | • Кэти Бэйтс — «Американская история ужасов: Фрик-шоу» (за роль Этель Дарлинг)            |                                                                          |
| Лучшая актриса второго плана в телесериале, мини-сериале или телефильме | • Эллисон Дженни — «Мамочка» (за роль Бонни Планкетт)                                     |                                                                          |
| Лучшая актриса второго плана в телесериале, мини-сериале или телефильме | • Мишель Монаган — «Настоящий детектив» (за роль Мэгги Харт)                              |                                                                          |

## Специальные награды
Лауреаты специальных наград были объявлены осенью 2014 года.
| Премия Сесиля Б. Де Милля (Награда за вклад в кинематограф) | Джордж Клуни | • Джордж Клуни                                                                                       |
| Мисс «Золотой глобус» 2015 (Символический титул)            |              | • Грир Грэммер (англ.) — (дочь актёра, трёхкратного лауреата премии «Золотой глобус» Келси Грэммера) |